# Anton Rop
Anton Rop (Lubiana, 27 dicembre 1960) è un politico sloveno.
Fu eletto primo ministro nel 2002 e lasciò la carica nel 2004. Fino al 2005 è stato presidente della Democrazia Liberale di Slovenia (Liberalna Demokracija Slovenije - LDS), maggiore partito sloveno che governò il paese dal 1992 al 2004.

## Biografia
Rop nacque a Lubiana. Si laureò alla Facolta di Economia dell'Università di Lubiana nel 1984. Dal 1985 al 1992 fu assistente direttore dell'Istituto Sloveno per l'Analisi e lo Sviluppo Macroeconomico, dove guidava gruppi di lavoro per progetti di informatica fiscale e investimenti in infrastrutture economiche. Ha scritto numerosi articoli su investimenti e mercato. Cominciò a lavorare nel campo della privatizzazione e nella stesura di leggi dal 1992.
Nel 1993 fu nominato Segretario di Stato al Ministero delle Relazioni Economiche, occupandosi di privatizzazioni e sviluppo regionale. Tra il 1996 e il 2000 ha ricoperto il ruolo di Ministro di Lavoro, Famiglia e Affari Sociali.
Dopo le elezioni all'Assemblea Nazionale alla fine del 2000 fu nominato Ministro delle Finanze. Ricoprì questa carica fino al 19 dicembre 2002, quando fu eletto Primo Ministro. Entrò in conflitto con il presidente Janez Drnovšek, nonostante appartenessero allo stesso partito. Perse le elezioni dell'ottobre 2004 e lasciò il posto di Primo Ministro il 3 dicembre 2004, quando fu eletto Janez Janša.
Nel marzo del 2007 Rop abbandonò la Democrazia Liberale di Slovenia, aderendo al gruppo parlamentario dei Socialdemocratici. Nel giugno dello stesso anno è stato implicato in uno scandalo riguardante intercettazioni illegali all'allora capo dell'opposizione Janez Janša, eseguite da parte dei servizi segreti sloveni nell'epoca in cui Rop era primo ministro. Rop ha ammesso di essere stato a conoscenza di tali intercettazioni, ribadendo però la loro legalità e necessità.